# Torre do Relógio (Jafa)
Torre do Relógio de Jafa (em hebraico:  מגדל השעון יפו, romaniz.: Migdal haShaon Yafo, em árabe: يافا برج الساعة, em turco:  Yafa Saat Kulesi) fica no extremo norte da Rua Yefet em Jafa, Tel Aviv. A torre, construída em pedra calcária, incorpora dois relógios e uma placa em memória dos israelenses mortos na batalha pela cidade na Guerra Árabe-Israelense de 1948.
A pedra fundamental foi lançada em setembro de 1900. Em um ano foram construídos dois andares e iniciada a construção de um terceiro andar. É semelhante à torre do relógio de Khan al-Umdan em Acre, dedicada ao mesmo propósito de informar o horário. Mais de uma centena de torres do relógio semelhantes foram construídas em todo o Império Otomano no período.
Em 1965  ou 1966  a Torre do Relógio de Jafa foi restaurada, novos relógios foram instalados e vitrais coloridos que descrevem a história de Jafa e projetados por Arie Koren foram adicionados. Durante uma segunda restauração em 2001, foram encontrados o mecanismo original do relógio e da campainha. Depois que o mecanismo do relógio quebrou em 2021, um relojoeiro altamente qualificado identificou o problema oculto e está em processo de consertá-lo.